# 郭資 (成化進士)
郭資（1438年—？），字逢源，福建汀州府上杭縣人，民籍，明朝政治人物。進士出身。

## 生平
早年出身縣學生，福建鄉試第九十名。成化十一年（1475年）乙未科會試第一百四十七名，殿試登進士第三甲第一百七十七名。

## 家族
曾祖父郭元忠。祖父郭秉善。父亲郭俊。